# Mizuno (przedsiębiorstwo)
Mizuno Corporation (jap. 美津濃株式会社 Mizuno Kabushiki-gaisha) – japoński producent sprzętu i odzieży sportowej z siedzibą w Osace, założony 1 kwietnia 1906.

## Historia
Marka powstała 1 kwietnia 1906 w Osace, kiedy to dwaj bracia – Rihachi oraz młodszy Rizo – założyli sklep z artykułami sportowymi, w którym sprzedawali, między innymi, akcesoria do baseballa. W 1910 firma zmieniła nazwę i przeniosła się do dzielnicy Kita. W 1914 otwarto pierwszą fabrykę artykułów sportowych w Dojimie, a w 1923 zaczęto produkować narty. W 1939 przedsiębiorstwo zarejestrowało spółkę w Szanghaju (Mizuno Sporting Goods Company Ltd.). Od 1962 Mizuno jest notowane na Tokijskiej Giełdzie Papierów Wartościowych.
Przez 18 lat prezesem był Masato Mizuno (wnuk założyciela Rihachi Mizuno), po czym objął stanowisko przewodniczącego rady nadzorczej, a prowadzenie firmy przejął jego młodszy brat, Akito, obecny prezes. Wartość rocznej sprzedaży osiąga 187 mld jenów (1,4 mld euro), z czego dwie trzecie przypada na rynek japoński.